# Araçoiaba
Araçoiaba es un municipio brasileño del estado de Pernambuco. Fue fundado el 14 de julio de 1995 y tiene una población estimada al 2020 de 20.733 habitantes, según el IBGE.

## Historia
Fue separado del territorio de Igarassu y es el municipio más nuevo de Pernambuco, creado el 14 de julio de 1995. El desmembramiento fue realizado con base en la Ley Estatal Complementaria n.º 15 de 1990, que permite a los municipio o villas solicitar la emancipación, con tal que se atiendan algunos requisitos como tener una población superior a los 10 mil habitantes y que el total de los electores sea mayor al 30% del total de la población.
Hasta el inicio del siglo XIX, Araçoiaba era conocida por Chã do Monte Aratangi y después como Chã de Estevam. El distrito de Chã de Estevam fue creado por la ley municipal n.º 42 el 10 de febrero de 1920, subordinado al municipio de Igarassu, entonces conocido como Iguaraçu.
Por el decreto de la ley estatal n.º 235, del 9 de diciembre de 1938, el distrito de Chá del Estevão pasó a denominarse Igarassu. 
La emancipación política ocurrió en 1995, por la ley estatal n.º 11230, el 13 de julio de 1995, teniendo como sede al antiguo distrito de Araçoiaba. Fue instalado el 1 de enero de 1997 y es el municipio más nuevo de Pernambuco.
El topónimo Araçoiaba es una composición de las palabras en tupí: ara (sol), tiempo + çoyaba: cobertura, anteparo y significa "sombrero" o "cerro en forma de sombrero".

## Geografía
El relieve del municipio está insertado predominantemente en la unidad geoambiental de las Planicies Costeras. La vegetación nativa es la Flora sub perenifólia, con partes de bosques subcaducifolios y de transición. 
Araçoiaba se encuentra entre los domínios del Grupo de Cuencas Hidrográfica de Pequeños Ríos Litoraleños y tiene como principales tributários a los Ríos Tabatinga, Jarapiá, Cumbe, Pilão, Agua Choca y Catucá, y los arroyos Sto. Antônio, Purgatório, Xixó, Trapuá, Sete Córregos y d’Aldeia, algunos con regímenes perenes. Cuenta con la Represa de Botafogo, con una capacidad de acumulación de agua de 28.800.000 m³.

## Evolución de la población
Según el IBGY:
| Evolución de habitantes | Evolución de habitantes |
| ----------------------- | ----------------------- |
| Año                     | Ciudadanos              |
| 1997                    | 11.989                  |
| 1998                    | 12.353                  |
| 1999                    | 12.599                  |
| 2000                    | 12.845                  |
| 2001                    | 13.092                  |
| 2002                    | 15.564                  |
| 2003                    | 15.903                  |
| 2004                    | 16.272                  |
| 2005                    | 17.046                  |
| 2006                    | 17.475                  |
| 2007                    | 17.900                  |
| 2010 (Censo)            | 18.156                  |
| 2020                    | 20.733                  |